# John Madey
Julius Michael John Madey (* 1943; † 5. Juli 2016) war ein US-amerikanischer Physiker. Er leitete das Team, das den ersten Freie-Elektronen-Laser (FEL) baute.
Madey studierte am Caltech, mit einem Bachelor-Abschluss in Physik bei Alvin Tollestrup 1964. 1965 machte er dort seinen Master-Abschluss (formal in Elektrotechnik) beim Laser-Pionier Amnon Yariv. 1971 wurde er an der Stanford University bei William Fairbank Sr. promoviert, wobei er eine Quelle thermischer Positronen entwickelte. Als Student arbeitete er im Sommer am Brookhaven National Laboratory beim Aufbau des AGS Synchrotrons. John Madey war auch Funkamateur.
Nach seiner Promotion war er ab 1971 am W. W. Hansen Laboratory in Stanford, wo er den Freien Elektronenlaser erfand und mit seinem Team baute. 1986 erhielt er eine Forschungsprofessur in der Fakultät für Elektrotechnik der Stanford University. 1989 ging er mit seinem FEL-Labor von Stanford an die Duke University, wo er ein Projekt leitete, das einen FEL in einem Speicherring entwickelte, und Direktor des FEL-Labors war. Er trennte sich 1997 im Streit von der Duke University. Es kam auch zu einem Rechtsstreit, da die Duke University Patente von Madey weiter verwendete. 2002 siegte Madey vor dem Berufungsgericht, was auch Auswirkungen in der US-Forschungsszene hatte, da das Gericht die bis dahin übliche Praxis unterband, solche patentgeschützten Erfindungen für nicht-kommerzielle Zwecke in der Grundlagenforschung zu verwenden.
Ab 1998 war Madey Professor für Physik an der University of Hawaii. Hier wendete er FEL-Laser zur Fernerkundung an.
1989 erhielt er die Ballantine Medal des Franklin Institute. Ihm wurde für 2012 der Robert R. Wilson Prize zugesprochen. 2016 erhielt er den Willis E. Lamb Award. Nach seinem Bruder Jules Madey benannt ist der Gebirgskamm Madey Ridge in der Antarktis.